# Qiratah
Qirata (tiếng Ả Rập: قيراطة) là một ngôi làng Syria nằm ở phó huyện Qalaat al-Madiq thuộc huyện al-Suqaylabiyah, Hama. Theo Cục Thống kê Trung ương Syria (CBS), Qirata có dân số 267 người trong cuộc điều tra dân số năm 2004. Cư dân của nó chủ yếu là người Hồi giáo Sunni.